# Isabella van Aragón en Fortiá
Isabella van Aragón en Fortiá (Barcelona, 1380 - Alcolea de Cinca, 28 januari 1424) was gravin van Urgell en Fortiá.
Isabella van Aragón en Fortía was een dochter van Peter IV van Aragón en Sybilla de Fortia. 
Ze trouwde in 1405 in Barcelona met Jacobus II van Urgell en dit huwelijk moest in 1407 in Valencia in het openbaar gevierd worden. De viering werd echter telkens uitgesteld. Koning Martinus I van Aragón verbleef al sinds 19 april in Valencia, maar maakte geen aanstalten om zijn dochter uit te huwen. 
Op het laatst werd de vader van Jacobus, Peter II van Urgell, zo ongeduldig dat hij een boodschapper naar de koning stuurde. Peter IV dreigde toen zijn dochter maar weer mee naar huis te nemen. Volgens de koning had hij zelf met opzet de zaak vertraagd om de plechtigheid wat serieuzer en soberder te maken. Zijn vrouw was het jaar daarvoor overleden en hij had nog maar weinig naaste familie, zo was het argument.
Op 6 juni vertrok de bruid ten slotte van Barcelona naar Valencia. Peter IV wilde toch laten zien hoe zeer hij van goede wil was en daarom maakte hij Jacobus tot luitenant-generaal van het koninkrijk van Aragón. Het paar trouwde ten slotte op 29 juni 1407. 
De bruidsschat die de vader meegaf bedroeg 50.000 pond. Hiervan stuurde hij 37.000 pond naar het kasteel van Balaguer, dat al sinds de 9e eeuw in het bezit was van de graven van Urgell. Er ontstond daarna wat onenigheid over het geld dat verscheidene malen door de vertegenwoordigers van de koning en van het Huis van Urgell gewogen moest worden.
Isabella en Jacobus waren verwant met Martinus I van Aragón en toen deze in 1408 stierf waren zij daarom beide kandidaten voor de troonopvolging. 
Hoewel er geen wettelijke regels waren voor opvolging werd volgens de traditie bijna altijd de voorkeur gegeven aan een mannelijke kandidaat. Isabella werd in de eerste plaats buitenspel gezet omdat ze een vrouw was. Belangrijker was echter dat haar man een politieke rol van meer importantie speelde in het toenmalige Spanje.
Via het Compromis van Caspe werd Ferdinand van Antequera in 1410 aangewezen als koning. 
De gefrustreerde Jacobus nam daarna de wapens op tegen de nieuwe koning. Hij werd echter bij Castfrorite en Montearagón verslagen en trok zich daarna terug op de burcht van Balaguer, waar hij ten slotte gevangen werd genomen.
Jacobus werd naar Lerida vervoerd en Isabella volgde hem. De rest van de familie, waaronder de gravin-weduwe van Urgell, Margarita de Monferrato,  bleef echter in Balaguer, omdat ze geen geld zou hebben voor de reis. Ferdinand stuurde daarop een dienaar, Pedro Miron, met tweehonderd florijnen. De familie verliet het kasteel en de koning liet onmiddellijk beslag leggen. Zowel Isabella als de weduwe als haar familie werden beschuldigd van samenzwering tegen Ferdinand I. Met de uitspraak O rei o no res,  in het Nederlands Of koning, of niets zouden ze Jacobus hebben aangezet tot geweld tegen de koning van Aragón. Ze werden veroordeeld en opgesloten in een nonnenklooster. 

## Nageslacht
Uit het huwelijk met Jacobus II werden geboren:
- Elisabeth van Urgell en Aragón (1409-1443), in 1428 getrouwd met Peter van Portugal, graaf van Coimbra.
- Eleonora van Urgell (1414-1438), in 1436 getrouwd met Raimon Orsini
- Johanna ( 1415–1445), getrouwd met Johan I van Foix in 1435 en later met Johan Ramon Folc III van Cardona in 1445
- Filips ( -1422)
- Catharina (- c.1424).